# Yên Chính
Yên Chính là một xã thuộc huyện Ý Yên, tỉnh Nam Định, Việt Nam.
Xã có diện tích 8,46 km², dân số năm 1999 là 6.952 người, mật độ dân số đạt 822 người/km².
Xã có dự án quốc lộ 37C nối từ Quốc lộ 37B tại Ý Yên đi qua Cát Đằng - Phố Cháy - Yên Phương vượt sông Đáy tới Gián Khẩu, Me, Nho Quan (Ninh Bình) và kết thúc tại đường Hồ Chí Minh ở Lạc Thủy (Hòa Bình).

## Đình, Phủ Viết
Trên địa bàn xã Yên Chính còn nhiều di tích về thời Đinh, ghi dấu lịch sử Đinh Bộ Lĩnh đã về đây đóng quân:
Đình Viết
Làng Viết là nơi nhà vua Đinh Tiên Hoàng cùng ba quân tướng sĩ đã dựng trại, luyện quân nhằm bảo vệ vùng cửa biển Thần Phù cửa ngõ phía đông bắc Cố đô Hoa Lư thời Đại Cồ Việt. Để ghi nhớ công ơn của Nhà vua cùng ba Quân Tướng sĩ người dân nơi đây đã dựng miếu thờ Vua Đinh Tiên Hoàng, về sau, Đình - Chùa - Phủ được xây dựng mới với quy mô rộng hơn, khang trang vào năm 1805 - 1815.
Phủ Viết
Do Miếu Viết được thờ Đinh Tiên Hoàng, vì Hoàng Hậu Dương Vân Nga đã lấy Lê Hoàn nên để ghi công trạng của Bà, bà con Làng Viết đã lập bàn thờ Bà Dương Vân Nga ở Phủ Viết. Do vậy Phủ Viết trở thành chốn linh thiêng thờ mẫu từ xa xưa còn được bảo tồn đến hiện nay.